# Патрик, Анхель
Анхель Рогелио Патрик Гарт (исп. Angel Rogelio Patrick Garth; род. 27 февраля 1992) — панамский футболист, полузащитник, клуба «Арабе Унидо» и сборную Панамы.

## Клубная карьера
Воспитанник клуба «Арабе Унидо». 30 января 2011 года в матче против «Сан-Франсиско» он дебютировал в чемпионате Панамы. 29 июля 2012 года в поединке против «Пласа Амадор» Патрик забил свой первый гол за «Унидо». В том же году он стал чемпионом Панамы в составе «Арабе». В 2015 году Анхель во второй раз выиграл первенство страны.

## Международная карьера
21 августа 2014 года в товарищеском матче против сборной Кубы Патрик дебютировал за сборную Панамы.
В 2015 году Анхель стал бронзовым призёром Золотого кубка КОНКАКАФ. На турнире он был запасным и на поле не вышел.
В 2017 году Патрик во второй раз принял участие в Золотом кубке КОНКАКАФ. На турнире он сыграл в матчах против команд Никарагуа и Коста-Рики.

## Достижения
Командные
 «Арабе Унидо»
- Чемпионат Панамы по футболу — Апертура 2012
- Чемпионат Панамы по футболу — Клаусура 2015

Международные
 Панама
- Золотой кубок КОНКАКАФ — 2015